# Estrecho de Vries
El estrecho de Vries (del ruso:  Пролив Фриза; Prolivel Friza) o Miyabe Line (en japonés: :宮部線, Miyabe-sen) es un estrecho marítimo localizado entre dos de las islas principales de las islas Kuriles.  Se encuentra entre el extremo noreste de la isla de Iturup y el extremo suroccidental de la isla Urup, conectando el mar de Ojotsk, al oeste, con el océano Pacífico, en el este. Administrativamente, las islas pertenecen al óblast de Sajalín de la Federación de Rusia.
El estrecho tiene una longitud de unos 30 km y 42 km de ancho, siendo uno de los mayores de todo el archipiélago de las Kuriles. La sección transversal es 17,85 km² o 9,2% de la sección transversal total de los estrechos en las Kuriles. La profundidad es de al menos 500 m y hasta más de 1300 m. La salinidad del agua varía entre 33,0 y 34,3 ppm. En el norte son los Bajdarotsjnajabocht y Sjtsjoekinbaai. También una de las cascadas más altas de Rusia, Ilya Moeromets (141 metros) cae directamente sobre el estrecho. El promedio de amplitud de las mareas es de un metro en las costas, que son en su mayoría empinadas y rocosas.

## Historia
El estrecho lleva el nombre del navegante neerlandés Maarten Gerritsz Vries, el primer europeo conocido que se sabe exploró la zona en 1643.
Entre 1855 (Tratado de Shimoda) y 1875 (Tratado de San Petersburgo), la frontera entre Rusia y Japón pasaba a través del estrecho.